# Волфганг Прайзенданц
Волфганг Прайзенданц (на немски: Wolfgang Preisendanz) германски филолог германист, професор по литературознание.

## Биография
Роден е на 28 април 1920 година в Пфорцхайм, Германия, син на лекар. Завършва средно училище през 1938 г., а през периода 1939 – 1945 е войник във Втората световна война. След края на войната отначало преподава в селско училище, а през 1946 г. започва следване по германистика, романска филология, история и философия в Хайделбергския университет. През 1951 г. в Хайделберг Прайзенданц защитава при Паул Бьокман дисертация върху сентенциозните изречения и фрази в лириката на зрелия Гьоте и предисторията им от Опитц до Гьоте. Постъпва като учител в гимназията „Курфюрст Фридрих“ в Хайделберг. От 1957 г. вече е началник на Преводаческия институт към Хайделбергския университет. През 1961 г. се хабилитира в университета в Кьолн с книгата си върху хумора като сила на поетическото въображение.
През 1962 г. става професор по нова немска литературна история в университета в Мюнстер. През 1966 г. се премества в университета в Констанц. През 1988 г. се пенсионира.
Като гост професор посещава различни университети в САЩ и Япония.

## Приноси
Волфганг Прайзенданц е един от седмината професори, учредители на университета в Констанц. Член е на т.нар. „Констанцка школа“. Дългогодишен член на големия и малкия сенат на университета в Констанц.
Една от главните изследователски области на Прайзенданц е хуморът. Встъпителната му лекция през 1970 г. е посветена на морфологията на остроумието.
Хабилитационният му труд от 1961 г. – „Хуморът като сила на поетическото въображение“ – върху немския реализъм от E. T. A. Хофман до Теодор Фонтане остава и до днес значим принос в областта.

## Награди
За изследователската си работа през 1988 г. е отличен с „Литературната награда за гротесков хумор“ на Касел.